# نهر بولشوي أوزن
نهر بولشوي أوزن (بالإنجليزية: Bolshoy Uzen River)‏ هو أحد أنهار جمهورية كازاخستان. ينبع من أوبشي سيرت ويصب في بحيرات كاميس سماراسكايا. يبلغ طوله 650 كلم وتبلغ مساحة مسطحه المائي 14300 كلم مربع